# Authentification simple

En sécurité informatique, une authentification simple est une procédure d'authentification qui ne requiert qu’un seul facteur d'authentification.

## Exemples
L'authentification simple la plus courante est le mot de passe. 
Quel que soit le facteur d'authentification, une authentification simple peut être effectuée.
| Facteur d'authentification | Exemple d'authentification simple |
| -------------------------- | --------------------------------- |
| Ce que l'on sait           | Mot de passe                      |
| Ce que l'on possède        | Radio-identification              |
| Ce que l'on est            | Empreinte digitale                |